# Delitto in pieno sole

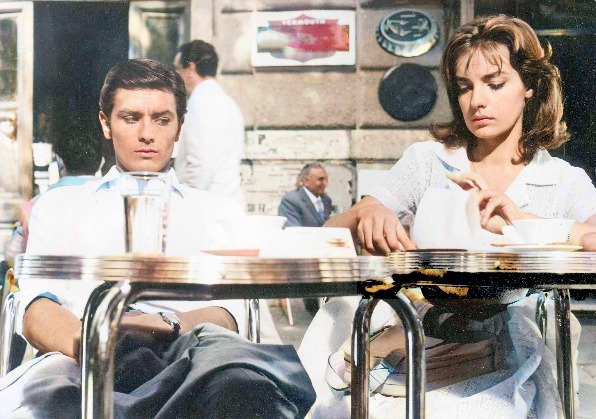
Alain Delon e Marie Laforêt nel 1959, durante le riprese del film

Delitto in pieno sole (Plein soleil) è un film del 1960 diretto da René Clément, tratto dal romanzo Il talento di mister Ripley di Patricia Highsmith.
Dal medesimo romanzo è stato tratto nel 1999 il film Il talento di Mr. Ripley, diretto da Anthony Minghella.

## Trama
Il giovane americano Thomas 'Tom' Ripley si trova in Italia in compagnia dell'amico Filippo Greenleaf, un ricco rampollo dedito alla bella vita, con lo scopo di farlo tornare negli Stati Uniti per poter ottenere i 5000 dollari che il padre di lui gli ha promesso come ricompensa. Dapprima, il giovane Greenleaf sembra rassicurare le speranze di Ripley con false promesse, così intraprende assieme all'amico e alla fidanzata Marge un viaggio in yacht verso Taormina.
Durante il viaggio, Filippo confessa a Marge di essere stanco della presenza di Tom, così dichiara la sua intenzione di farlo sbarcare il prima possibile: infatti, lascia l'amico sotto il sole cocente per diverse ore, alla fine delle quali decide di tornare indietro col proprio yacht per recuperarlo. Nel frattempo, Tom si è procurato una scottatura alla schiena e medita la propria vendetta nei confronti del ricco amico.
Così, un giorno, mentre i due giocano a carte, Tom confessa a Filippo di avere la chiara intenzione di ucciderlo e di assumere la sua identità per poter fare uso del suo patrimonio. Filippo crede che si tratti di uno scherzo e, perfino dopo l'allontanamento volontario di Marge - offesa per il poco rispetto del fidanzato alla stesura del proprio libro - non ritiene che l'ingenuo Tom possa essere capace di commettere un delitto e farla franca.
I due riprendono a giocare a carte e Filippo offre a Tom la somma di 2500 dollari. Tom non accetta perché deciso a prendersi tutto. Così, quando l'amico si china per raccogliere una carta volontariamente gettata a terra, lo pugnala nel petto e getta in mare il suo cadavere.
Tornato a terra, Tom vende lo yacht ed assume l'identità del defunto amico Filippo Greenleaf. Come primo passo, va a trovare la sua fidanzata Marge e la informa che Filippo ha deciso di prendersi una pausa di riflessione dalla loro relazione e che, per il momento, si trova a Roma. Poi si preoccupa di falsificare un passaporto, dimostrando la sua abilità nel tracciare la firma di Filippo.
Inizialmente, le cose vanno bene a Tom Ripley/Filippo Greenleaf. Ma poi un amico di Filippo, un certo Freddie Miles, va a trovarlo nell'appartamento che ha preso in affitto e sta per scoprire l'inganno di Tom. Tuttavia, un attimo prima che egli possa accertarsi dei fatti, Tom lo uccide e si libera del suo cadavere.
Una volta ritrovato il corpo senza vita di Miles, la Polizia inizia le ricerche dell'assassino e interroga Tom circa gli spostamenti di Filippo Greenleaf, ritenuto il primo indiziato.
Per un po', Tom continua il suo inganno, cambiando d'identità tra la propria e quella di Filippo a seconda della situazione. Alla fine, finge un suicidio da parte di Filippo e in un falso testamento lascia scritte le ultime volontà del già defunto amico: l'eredità passerà tutta a Marge, la sua fedele fidanzata, di cui oramai Tom si è innamorato.
Compiuto il gesto, nessuno sospetta di Tom ed egli può vivere assieme a Marge, che si è abbandonata all'amore per lui.
Dopo un po', lo yacht di Filippo viene fatto attraccare e viene scoperto il cadavere in avanzato stato di decomposizione dell'uomo, che era rimasto impigliato all'elica. Dunque, la Polizia arresta Tom.

## Accoglienza
Delitto in pieno sole è stato ben accolto dalla critica e ha reso celebre Alain Delon. Nel 1962 Clément e Paul Gégauff vinsero un Edgar Award per il miglior sceneggiato straniero.
In un primo momento il ruolo destinato ad essere interpretato da Alain Delon era quello di Philippe Greenleaf, l'incallito festaiolo che viene assassinato dopo un terzo della durata del film, ma, come veniamo a sapere da un articolo su Cahiers du cinéma, l'attore con insistenza chiede ai produttori, i fratelli Hakim, di essere Tom Ripley, l'assassino che ruba l'identità e la vita dorata dell'amico. È soprattutto la costumista Bella Clement a convincere la produzione durante una seduta notturna, esclamando che il ragazzo aveva ragione. L'articolo ricorda ancora che i film più importanti di Delon da quel momento seguiranno il canone della cronaca di un condannato, di un animale braccato dove il tempo del film non è che una tregua.
Roger Ebert ha dato a Delitto in pieno sole tre stelle (comparate alle quattro stelle della recensione data alla versione del 1999 Il talento di Mr. Ripley) scrivendo che 'la cosa migliore del film è il modo in cui la trama permette a Ripley di crearsi una perfetta copertura', ma ha criticato il finale, ritenendolo 'meno che soddisfacente'.
James Berardinelli, invece, ha ritenuto il film superiore alla versione del 1999. Berardinelli ammira la recitazione di Delon, affermando che 'Tom è affascinante perché Delon lo rende così'. Comparandolo al film del 1999, afferma: 'Il remake è molto più fedele al libro di Patricia Highsmith, ma il risultato è nettamente inferiore a quello di Delitto in pieno sole. Matt Damon potrebbe essere un Ripley credibile, ma solo agli occhi di coloro che non hanno mai visto il Ripley di Alain Delon'.